# La traviata
La traviata (česky Zbloudilá, na českých jevištích uváděna též jako Traviata nebo Violetta) je opera o třech dějstvích, kterou na námět románu Alexandra Dumase mladšího Dáma s kaméliemi napsal Giuseppe Verdi. Premiéru měla v roce 1853, ale úspěch mělo až druhé nastudování s premiérou 6. května 1854. Autorem libreta je Francesco Maria Piave. Dnes patří tato opera ke stálému repertoáru mnoha operních divadel po celém světě.
Verdi si námět vybral kromě jiného i proto, že jej oslovila podobnost příběhu s jeho vlastním životem. On sám žil se svou krásnou milenkou, sopranistkou Giuseppinou Strepponi, matkou tří nemanželských dětí z předešlých vztahů, na venkovském statku. Teprve v roce 1859 bylo uzavřeno jejich manželství, které pak trvalo až do smrti Giuseppiny v roce 1897.
Neúspěch prvního nastudování byl způsoben několika příčinami. Verdi byl znám především jako autor oper s historickým námětem a zde sáhl po moderním tématu. To bylo pro diváky nezvyklé. Hlavní hrdinkou opery La traviata je kurtizána Violetta Valéry, ale je pojata jako tragická postava, vzbuzující lítost. Do říše legend je třeba odkázat historku o obezitě hlavní představitelky Fanny Salvini-Donatelli. S dramatičností příslušných textů roste její váha až na 130 kg! Důvod fiaska při premiéře třeba hledat především v námětu díla a v neposlední řadě v údajně ledabylém hudebním nastudování díla včetně nevalných výkonů všech tří hlavních postav.[zdroj?]

## Postavy
- Violetta Valéry - soprán
- Flora Bervoix - soprán
- Alfredo Germont - tenor
- Giorgio Germont, jeho otec - baryton
- Gaston - tenor
- Baron Douphol - baryton
- Markýz d'Obigny- baryton
- Doktor Grenville - bas
- Annina, služka - alt

## Děj

### 1. dějství
Violetta Valéry, známá pařížská kurtizána, pořádá ve svém domě po delší době večírek, na který přichází i Alfred Germont, který ji již dlouho miluje. Po záchvatu slabosti nemocné Violetty, kdy všichni odešli do vedlejší místnosti tančit, zůstává Alfred s Violettou sám a vyznává jí lásku (Un di felice, eterea). Ona, protože nevěří, že by ji někdo mohl opravdu milovat, se mu vysmívá. Pak ale pochopí, že Alfred svá slova myslí vážně a dává mu květ kamélie s tím, aby jej vrátil, až květ uvadne. Šťastný Alfred poznává, že se smí nazítří vrátit, a odchází. Loučí se i ostatní Violettini hosté (Si ridesta in ciel l'aurora) a dívka zůstává sama. Sní o lásce k muži, který by ji také miloval, ale pak se vysměje sama sobě a opěvuje krásu svobody a volného života (È strano! - Sempre libera). Do jejího hlasu zaznívá Alfredův zpěv o lásce k ní.

### 2. dějství
O tři měsíce později spolu žijí Alfred a Violetta ve venkovské vile (Lunge da lei - De' miei bollenti spiriti). Alfred musí odjet řešit svou finanční situaci (Oh mio rimorso). Mezitím navštíví Violettu Alfredův otec a žádá, aby se s Alfredem rozešla – nejprve kvůli penězům (domnívá se mylně, že žijí za Alfredovy peníze), později kvůli pověsti Alfredovy sestry (Pura siccome un angelo). To Violettu přesvědčí a ona píše dopis na rozloučenou. Než však stačí odejít, vrací se Alfredo a Violetta jej ujišťuje o své lásce. Když odejde s pláčem, vrací se opět Giorgio Germont, Alfredův otec, a prosí syna, aby se vrátil (Di Provenza il mar, li suol). Mezitím sluha doručí Violettin dopis na rozloučenou a Alfredo ze žárlivosti ji chce pronásledovat. Marně se ho snaží otec zadržet, Alfredo odjíždí do Paříže za ní a Giorgio Germont jej následuje, aby ochránil dívku, které si váží, před Alfredovým hněvem a žárlivostí.

### Proměna
Na večírku u Violettiny přítelkyně Flory se scházejí hosté. Přichází i Alfred a vyhrává mnoho peněz v kartách. Přichází i Violetta v doprovodu bývalého přítele – barona. Violetta předstírá lásku k baronu Doupholovi a Alfred proto ztropí žárlivou scénu (Ogni suo aver tal femmina). Přitom přede všemi urazí Violettu. Jeho otec je této scéně přítomen a veřejně se Alfreda zřekne (Di sprezzo degno se stesso rende).

### 3. dějství
Violetta, jejíž zdravotní stav se po velkém nátlaku velmi zhoršil, pomalu umírá ve svém bytě. Čte si dopis od Alfredova otce a vzpomíná na karneval (Teneste la promessa). Přichází Alfred a spolu sní o společném životě (Parigi o cara, noi lasceremo). Je to ale marná naděje. Přichází i Alfredův otec a lituje toho, že bránil jejich vztahu. Violetta dává Alfredovi na památku medailónek a ve chvíli, kdy poznává, že by měla pro koho žít, umírá.